# Stückgießerei zu Celle

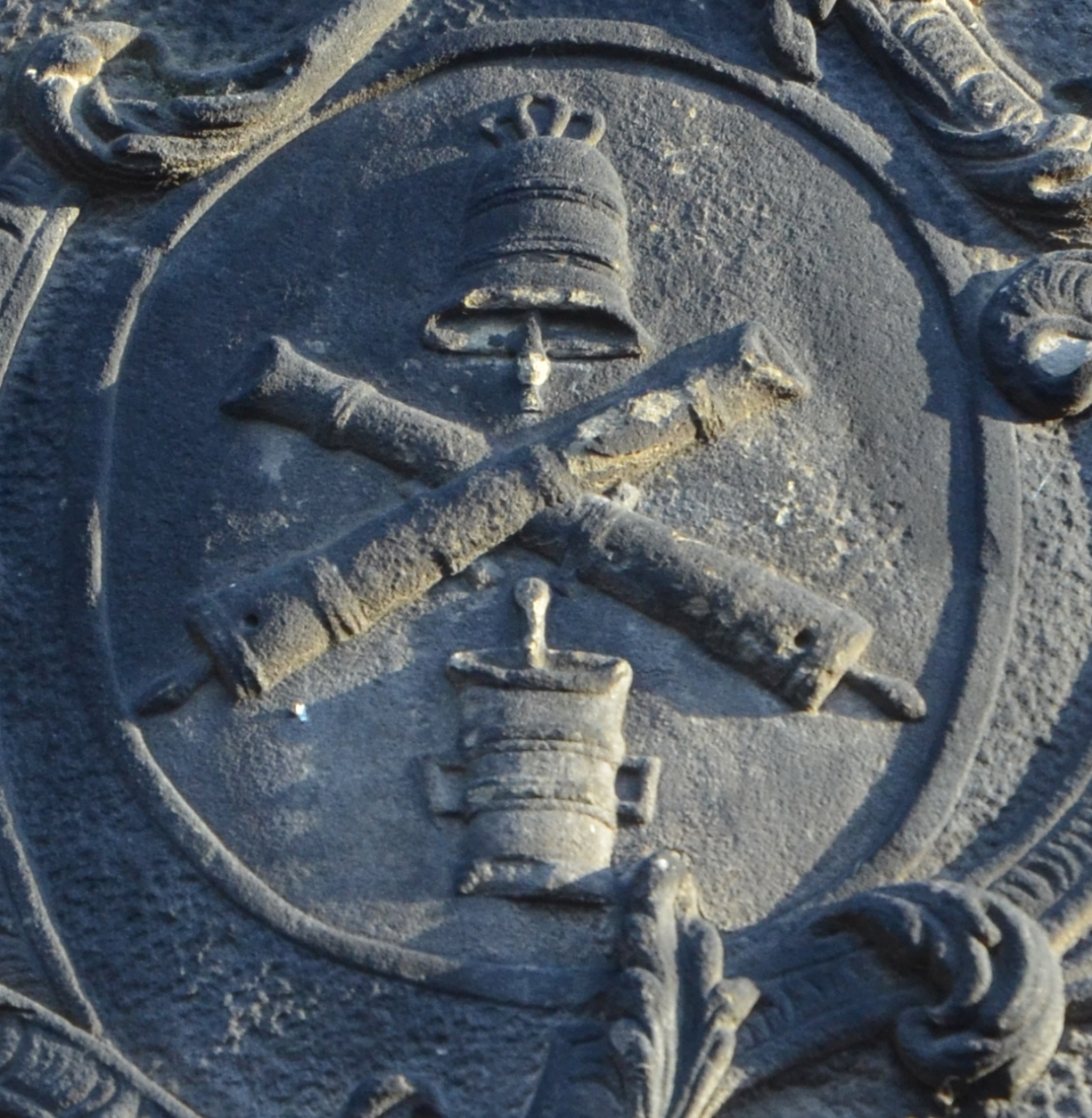
Schild des Stückgießers Johann Heinrich Christoph Weidemann, auf seinem Grabmal in Hannover

Die Stückgießerei zu Celle, auch Gießhaus für Kanonen und Munition genannt, war eine im 17. und 18. Jahrhundert in der Stadt Celle betriebene Gießerei insbesondere für Geschütze.

## Geschichte
Zur Zeit des Dreißigjährigen Krieges wurde für das Jahr 1663 ein Stückgießerhaus in Celle erwähnt, das an der Kanonenstraße lag. Ludolf Siegfriedt war ein bekannter Meister, der in Celle und Hannover die Stückgießerei betrieb. 1659 wurde unter der – späteren – Adresse Bullenberg 7 ein neues Haus errichtet, das jedoch 1784 einging und 1891 abgebrochen wurde.
Parallel zur Stückgießerei in Celle ließ Georg I. im nahe gelegenen Hannover das Stadtgießhaus vor dem Steintor betreiben. Thomas Riedeweg und Johann Heinrich Christoph Weidemann waren bekannte Meister, die gleichsam mit den Stückgießern aus Celle die Arbeiten für die Landesherren, die Kirche und für sonstige Auftraggeber der Region bedienten.
Unterdessen war 1745 eine neue Stückgießerei durch Nicolaus Müller an der Kanonenstraße errichtet worden. Die Einrichtung stand im Eigentum des Landesherrn König Georg II. (George II.) von Großbritannien und Irland, der während der Personalunion zwischen Großbritannien und Hannover zugleich Kurfürst von Braunschweig-Lüneburg war.
Noch im Jahr ihrer Fertigstellung übernahm der gebürtige Nürnberger Johann Meyer die neue Kanonenwerkstatt und lieferte vor allem nach der Erfindung seiner Bohrmaschine und mit Hilfe seiner zahlreichen Mitarbeiter rund 80 größere und kleinere Geschütze an die hannoversche Armee, die diese im Siebenjährigen Krieg gegen verschiedene Truppen einsetzte.
Nach dem Tode Meyers, der zugleich der letzte Celler Stückgießer gewesen war, wurde seine Wirkstätte 1789 verkauft.

## Julius-von-der-Wall-Straße
Die Celler Kanonenstraße wurde Anfang November 2013 auf Initiative von Anne Riege nach dem Notar und Rechtsanwalt am Oberlandesgericht Celle Julius von der Wall umbenannt, der als Jude gemeinsam mit seiner Ehefrau von den Nationalsozialisten in das KZ Auschwitz deportiert und dort 1943 ermordet wurde.

## Archivalien
Archivalien von und über die Kanonenwerkstatt finden sich beispielsweise
- als Akte für die Laufzeit von 1749 bis 1774 unter dem Titel Älteste Nachrichten von der Stückgießerei zu Celle. Versuche des Stückgießers und Glockengießers Weidemann zu Hannover wegen des Gusses von Kanonen. Verkauf alter Geschütze unter der Rubrik Generalkommando und Militärakten der Deutschen Kanzlei in London im Niedersächsischen Landesarchiv (Abteilung Hannover), Archivsignatur NLA HA Hann. 41 VIII Nr. 6[1]